# Promontor utcai Stadion
Promontor utcai Stadion – wielofunkcyjny stadion w Budapeszcie (w dzielnicy Budafok-Tétény), stolicy Węgier. Obiekt może pomieścić 4000 widzów. Swoje spotkania rozgrywają na nim piłkarze klubu Budafoki MTE.